# آلبمت
آلبمت (AlBeMet) یک نام تجاری برای ماتریس فلزی مواد کامپوزیتی از آلومینیوم و برلیم منتج از فرایند متالورژی پودر می‌باشد. آلبمت AM 162 توسط شرکت ماتریون (Materion Corporation Brush Beryllium and Composites) با نام سابق براش ولمن (Brush Wellman) ساخته می‌شود.

نمونه قطعات ساخته شده

ایده استفاده از ترکیب آلومینوم-برلیوم سبقه ای حدود ۷۵ ساله دارد آلبمت از پودر پیش آلیاژی اتمیزه شده با گاز تثبیت گرم تشکیل می‌شود. بدین منظور از آلومینیوم با گرید ۱۱۰۰ و برلیوم با گرید B-26-D استفاده می‌شود. هر ذره پودر حاوی آلومینیوم بین دندریت‌های بریلیم است که یک ریزساختار یکنواخت ایجاد می‌کند. کامپوزیت زمینه فلزی آلومینیوم-بریلیم ویژگی‌هایی نظیر مدول الاستیسیته بالا و چگالی کم بریلیم را با قابلیت‌های ساخت و تولیدی و خواص مکانیکی آلومینیوم ترکیب می‌کند. به دلیل مزیت وزنی، آلیاژهای برلیم-آلومینیوم در کاربردهای هوافضا و ماهواره ای استفاده می‌شوند. مواد مشابهی نیز توسط لاکهید مارتین با نام تجاری لاک-الوی (Lockalloy) توسعه پیدا کرده‌است.

## خواص اصلی
آلبمت AM 162 به‌طور تقریبی از ۳۸ درصد آلومینیوم و ۶۲ درصد برلیم تشکیل می‌گردد. چگالی آلبمت {\displaystyle g/cm^{3}} 2.071 ({\displaystyle Ib/in^{3}} 0.07482) می‌باشد.

خواص اصلی

### خواص مکانیکی
خواص مکانیکی AM162 در سه دسته محصولی با فرم اکسترود شده با پایگاه داده مورد نیاز طراحی مشخص شده‌است. میله‌های اکسترود شده اولیه با روش فشار ایزواستاتیک سرد (CIPing) با استفاده از پودر آلومینیوم-بریلیم کروی همسانگرد به شکل بیلت‌های نیمه متراکم در می‌آید و سپس بیلت برای اکستروژن بعدی با حداقل نسبت کاهش ۴:۱ انجام می‌شود. فرایند تولید در شکل مقابل نمایش داده شده‌است.
خواص مکانیکی در دمای اتاق حداقل مقادیر را دارا می‌باشد. خواص مکانیکی بلوک‌هایی با قابلیت شکلدهی برای اکستروژن دارای جهت‌گیری در راستای طولی است. خواص در راستای عرضی نیز عموماً کمتر می‌باشد. تعدادی قالب اکستروژن با ابعاد استاندارد وجود دارد. محصول نورد در محدوده ضخامت ۰٫۰۶۳ اینچ تا ۰٫۳۱۳ اینچ × ۲۵ اینچ (۰٫۱۶ تا ۰٫۷۹۵ سانتی‌متر × ۶۳٫۵ سانتی‌متر) موجود است. برای بالاتر بردن چقرمگی، کامپوزیت‌های ماتریس فلزی هیپ (HIP) شده، سپس اکسترود یا نورد می‌گردد سپس ماتریس فلزی آلومینیوم برلیوم آنیل می‌شود.

پروسه فرایند

نتایج حاصل از آزمون کشش ماتریس آلبمت در جدول آورده شده. نکته قابل توجه میزان پایین کرنش تا لحظه شکست می‌باشد که نشان از تردی این کامپوزیت می‌دهد. مدول الاستیسیته نیز در حدود {\displaystyle GPa} 200 برآورد شده‌است.

جدول استحکام آلبمت

### خواص فیزیکی
- نسبت مدول به چگالی بالا، ۳٫۸ برابر آلومینیوم یا فولاد، خمش را به حداقل می‌رساند و احتمال خرابی ناشی از مکانیکی را کاهش می‌دهد.
- رسانایی حرارتی در حدود {\displaystyle W/m.K} 210 که نزدیک به ۲۵ درصد از آلیاژهای معمولی زمینه فلزی آلومینیوم مانند Al 6061 بیشتر است.
- پولیش آلبمت به روش سنتی پراکندگی سطحی قابل توجهی را که در ساختار ذاتی کامپوزیت ایجاد می‌کند به طوری که با پرداخت نوری قابل حذف نیست. (زبری سطح معمولی از سطح صیقلی آلبیمت در سطح ۲۰۰–۲۵۰ آنگستروم می‌باشد). لذا برای این موضوع نیاز به پوششی آمورف، مانند الکترولس نیکل نیاز است. با این روش پرداخت کاری، کیفیت سطوحی با ۱۵ تا ۲۰ آنگستروم قابل دستیابی می‌باشد. باتوجه به ضریب انبساط حرارتی ماده زیرلایه، ممکن است اثر تخریبی در ماده دولایه فلزی، بین سطح زیرلایه و سطح پرداخت نیکلی رخ دهد. دبرای حل مسئله اتصال الکترولس نیکل لازم است میزان فسفر در حمام آبکاری تقریباً ۱۱٪ باشد تا مطابقت ضریب انبساط حرارتی لایه پوششی با زیر لایه آلبمت تضمین گردد و در نتیجه هرگونه اثر بین فلزی از بین برود. در شکل روبرو خواص فیزیکی آلومینیوم، برلیم و آلبمت با یکدیگر مقایسه گردیده‌است.

### ریز ساختار
ریز ساختار کامپوزیت آلبمت نشان داده شده از دو بخش تیره رنگ و روشن تشکیل شده‌است. بخش تیره مربوط به فاز تیره و به صورت گسسته در داخل فاز پیوسته و احاطه کننده آلومینیوم قرار دارد. با توجه به شکل کسر حجمی برلیوم از کامپوزیت ۷۰٪ می‌باشد.

ریزساختار ماتریس آلبیمت

### خواص خستگی
خواص خستگی مواد اکسترود شده آلبمت با استفاده از آزمون خستگی تیر دوار Krause و چرخه‌های کاملاً معکوس با R = ۰٫۱ مطابق استاندارد (ASTM-E616) مورد آزمایش قرار می‌گیرد. حد خستگی {\displaystyle 1\times 10^{7}} چرخه در حدود {\displaystyle MPa} 207 ({\displaystyle Ksi} 30) در جهت طولی و {\displaystyle MPa} 165 ({\displaystyle Ksi} 25) در جهت عرضی می‌باشد. این ویژگی تقریباً ۷۵ درصد حداقل استحکام تسلیم است که دو برابر خواص خستگی معمولی آلومینیوم 6061T6 می‌باشد.

### انتقال حرارت
اندازه‌گیری میزان انتقال حرارت در جهات‌های مختلف نتایج یکسانی را نشان می‌دهد. این میزان در دمای اتاق برابر {\displaystyle W/m.K} 212 می‌باشد.

### ضریب انبساط طولی
ضریب انبساط طولی آلبمت AM 162 از دمای اتاق تا ۱۰۰ درجه سانتی گراد مورد بررسی قرار گرفت. طبق داده‌های حاصل از نتایج آزمون مقادیر {\displaystyle ppm/c} (14.7 تا ۱۵٫۱) می‌آید.

### ساخت قطعات آلبمت
قطعات آلبمت را می‌توان با همان تکنیک‌هایی که معمولاً برای آلومینیوم استفاده می‌شود، تولید کرد. به این معنی که نیازی به توسعه ابزار خاصی نیست. ابزارهایی که برای ماشینکاری و ساخت قطعات آلومینیومی به کار می‌رود را می‌توان برای ماشین کاری آلبیمت نیز استفاده نمود. حتی می‌توان این قطعات را جوشکاری و بریزینگ کرد. اگر چه زمانی که روی آن کار نمی‌شود، انبار کردن آن بی‌خطر است، اما خواص سرطان آن به گونه ای است که نیازمند مراقبت‌های ویژه برای جلوگیری از تنفس شدن گرد و غبار آن در طول ماشینکاری می‌باشد. نکته قابل توجه در زمینه ماشین کاری آن در قیاس با برلیوم این است که نیازی به اسید شویی پس از انجام فرایند ندارد.